# Anschutz Entertainment Group
Anschutz Entertainment Group (AEG) är en av världens största arrangörer av sport- och nöjesevenemang tillika ägare av idrottslag och idrottsarenor. AEG äger stora arenor i USA och England liksom hela tyska och amerikanska elitidrottslag samt delar av svenska elitidrottslag. Sedan oktober 2008 äger AEG evenemangsdriften i Globen, Hovet, Annexet samt Tele2 Arena.
Mannen bakom AEG, Philip Anschutz, är en av världens rikaste personer. Han kommer från en amerikansk oljefamilj och har förutom oljan, sporten och underhållningen även gjort affärer inom tåg, telekommunikation och mark.
Anschutz är även involverad i amerikansk politik och kristen religion.